# دفتر حسابات
دفتر حسابات (بالإنجليزية: ledger)‏ هو دفتر تدون فيه التداولات المالية للمصنع أو الشركة. وبالنسبة لدفتر محل تجاري بسيط يسجل فيه التاجر المبيعات والمستحقات : كان يسمى في بعض البلاد العربية في الماضي «الدفتر الزفر». وترجع تلك التسمية إلى نوع الورق المستخدم وكذلك الرائحة الغريبة لحبر الكتابة،
ويسمى دفتر الحسابات في المؤسسات التجارية الكبيرة دفتر الحسابات العام، وقد ينشئ قسم حسابات الشركة دفتر حسابات المشتريات ودفتر حساب المبيعات.